# Giro delle Fiandre 1960
Il Giro delle Fiandre 1960, quarantaquattresima edizione della corsa, fu disputato il 3 aprile 1960, per un percorso totale di 227 km. Fu vinto dal belga Arthur De Cabooter, al traguardo con il tempo di 5h52'00", alla media di 38,690 km/h, davanti a Jean Graczyk e Rik Van Looy.
I ciclisti che partirono da Gand furono 164; coloro che tagliarono il traguardo a Wetteren furono 72.

## Ordine d'arrivo (Top 10)
| Pos. | Corridore          | Squadra        | Tempo    |
| ---- | ------------------ | -------------- | -------- |
| 1    | Arthur De Cabooter | Groene Leeuw   | 5h52'00" |
| 2    | Jean Graczyk       | Helyett-Leroux | s.t.     |
| 3    | Rik Van Looy       | Faema          | s.t.     |
| 4    | Gilbert Desmet     | Carpano        | s.t.     |
| 5    | Henri De Wolf      | Helyett-Leroux | s.t.     |
| 6    | Frans De Mulder    | Groene Leeuw   | s.t.     |
| 7    | Pierre Ruby        | Peugeot-BP     | s.t.     |
| 8    | Raymond Impanis    | Faema          | s.t.     |
| 9    | Frans Schoubben    | Peugeot-BP     | s.t.     |
| 10   | Alfons Hermans     | Dr. Mann       | s.t.     |